# Amantis philippina
Amantis philippina es una especie de insecto de la familia Mantidae, en el orden de los Mantodea.

## Distribución geográfica
Se encuentra en las Filipinas.